# مرحله پایانی
مرحلهٔ پایانی (لهستانی: Ostatni etap؛ ‏انگلیسی: The Last Stage) یک فیلم درام لهستانی به کارگردانی واندا یاکوبوفسکا است که در سال ۱۹۴۸ منتشر شد.
ماجرای این فیلم که تا حدی بر اساس تجربیات شخصی واندا یاکوبوفسکا (یک زندانی واقعی جنگی در آشویتس) ساخته شده‌است و فعالیت‌های جنایتکارانه کارکنان اردوگاه آشویتس را در طول جنگ جهانی دوم و همچنین تلاش برای ایجاد یک جنبش مقاومت بین‌المللی در میان زندانیانِ زنِ اردوگاه نشان می‌دهد.
«مرحلهٔ پایانی» یکی از اولین فیلم‌های بلند دربارهٔ جنایات نازی‌ها در لهستان بود. علیرغم محتوای ایدئولوژیک و برخی نظرات متفاوت در مورد اعتبار تاریخی و جزئیات فیلم‌نامه، این فیلم نخستین موفقیت بین‌المللی را برای سینمای لهستان پس از جنگ به ارمغان آورد که کسب گوی بلورین جشنواره بین‌المللی فیلم کارلووی واری بود. این فیلم همچنین برای بسیاری از فیلم‌های آمریکایی آتی دربارهٔ هولوکاست یهودیان در لهستان، نقطهٔ مرجع و الهام‌بخش بوده‌است از جمله برای استیون اسپیلبرگ در فیلم فهرست شیندلر. «مرحلهٔ پایانی» در سال ۲۰۱۹، تحت بازسازی تصویر و صدا قرار گرفت و در سال ۲۰۲۰ در جشنواره بین‌المللی فیلم برلین اکران شد که برای آن در سال ۲۰۲۱، «جایزه بین‌المللی فوکال» را به‌همراه داشت.
«مرحلهٔ پایانی» نامزد دریافت «جایزه بزرگ بین‌المللی» جشنواره فیلم ونیز در سال ۱۹۴۸ و همچنین جایزهٔ بفتا برای «بهترین فیلم» در سال ۱۹۵۰ شد.

## گزیدهٔ بازیگران
- واندا بارتوونا
- باربارا دراپینسکا
- آنتونینا گوردن-گورتسکا
- ماریا ویناگرادوا
- آنا لوتوسوافسکا
- آلینا یانوفسکا
- زوفیا مروزوفسکا
- استانیسواف زاچیک
- یادویگا خودنایتسکا
- باربارا راخوالسکا
- الکساندرا شلونسکا
- ماریا کانیه‌فسکا
- زیگمونت خمیه‌لفسکی
- تادئوش بارتوشیک
- تادئوش پلوچینسکی
- ادوارد جیوینسکی
- آرتور موئودنیتسکی
- تادئوش اشمیت
- آندژی شچپکوفسکی
- ایگور اشمیاووفسکی